# Kaja Juvan
Kaja Juvan, née le 25 novembre 2000 à Ljubljana, est une joueuse de tennis slovène, professionnelle depuis 2017.
Elle est membre de l'équipe de Slovénie de Fed Cup depuis 2017.

## Carrière
Kaja Juvan se fait remarquer pour la première fois sur le circuit ITF Junior en atteignant la finale du Trofeo Bonfiglio à Milan en 2016. En fin d'année, elle remporte l'Orange Bowl en Floride contre la Russe Anastasia Potapova. Elle dispute encore quelques tournois junior en 2017 et s'impose en double à Wimbledon avec sa partenaire serbe Olga Danilović, puis deux semaines plus tard aux championnats d'Europe contre l'Ukrainienne Marta Kostyuk. Elle s'incline en revanche contre cette dernière en finale du Masters junior, organisé fin octobre.
En 2018, elle s'illustre aux Jeux olympiques de la jeunesse à Buenos Aires, où elle remporte deux médailles d'or, en double au côté de la Polonaise Iga Świątek et en simple face à la Française Clara Burel.
Active sur le circuit professionnel depuis 2017, elle a acquis sept titres ITF en simple dont quatre en 2018. En 2019, elle est demi-finaliste du tournoi WTA 125 de Bol. Lors du tournoi de Wimbledon, elle sort des qualifications et s'incline en trois manches au deuxième tour contre Serena Williams (2-6, 6-2, 6-4). En 2020, elle bat Markéta Vondroušová (18e mondiale) au premier tour du tournoi de Palerme et Angelique Kerber à Roland-Garros.
Après une demi-finale au tournoi WTA 125 de San Luis Potosí en mars 2023, Kaja Juvan annonce faire une pause dans sa carrière, une décision prise en lien avec le décès de son père en décembre 2022 et de sa difficulté à faire son deuil depuis.

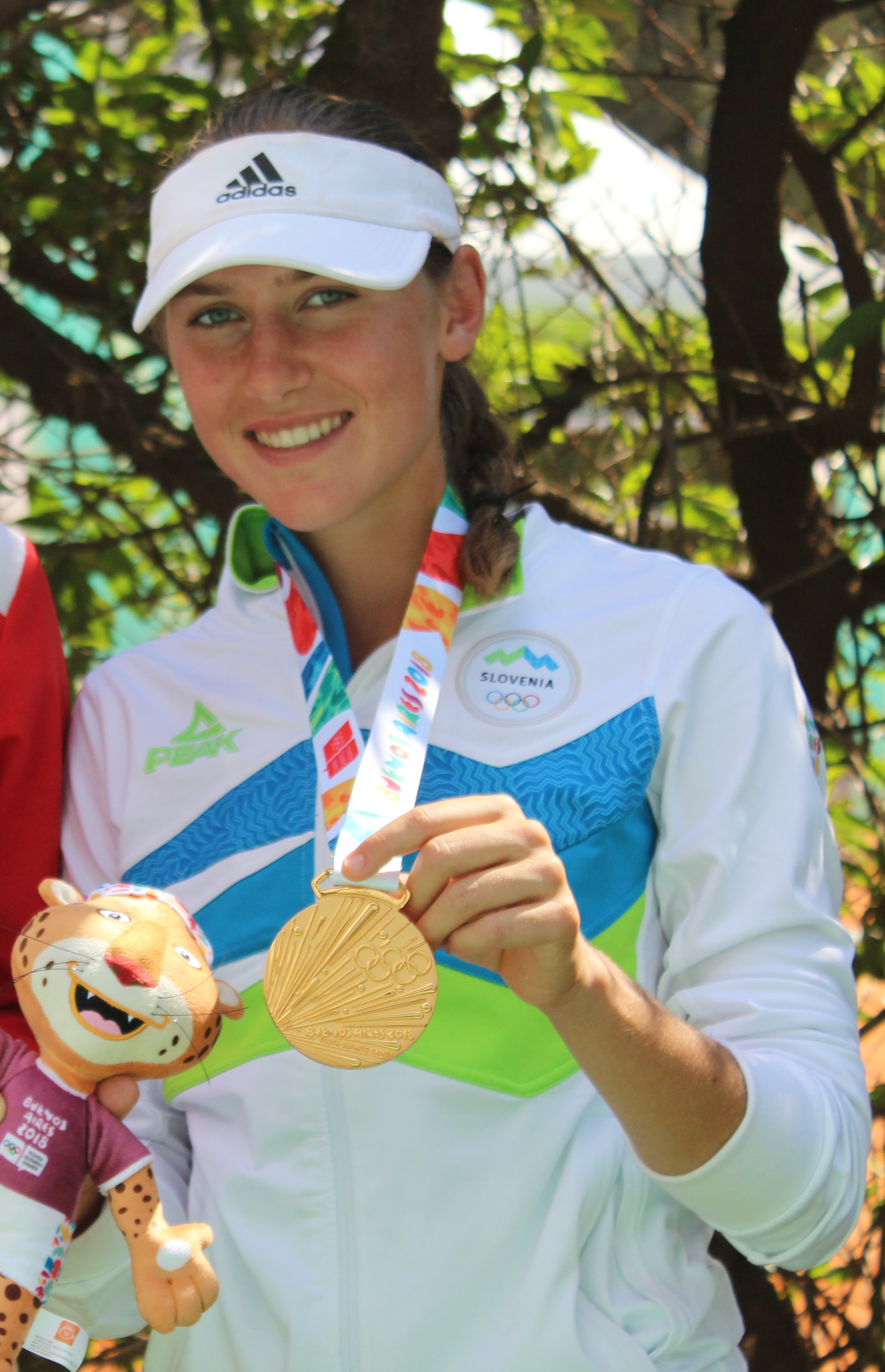
Kaja Juvan aux Jeux olympiques de la jeunesse en 2018.

## Palmarès

### Titre en simple dames
Aucun

### Finale en simple dames
| No | Date       | Nom et lieu du tournoi                   | Catégorie | Dotation  | Surface      | Vainqueure       | Score            |          |
| -- | ---------- | ---------------------------------------- | --------- | --------- | ------------ | ---------------- | ---------------- | -------- |
| 1  | 15-05-2022 | Internationaux de Strasbourg, Strasbourg | WTA 250   | 203 024 € | Terre (ext.) | Angelique Kerber | 7-65, 60-7, 7-65 | Parcours |

### Titre en double dames
| No | Date       | Nom et lieu du tournoi   | Catégorie | Dotation  | Surface      | Partenaire        | Finalistes                   | Score    |          |
| -- | ---------- | ------------------------ | --------- | --------- | ------------ | ----------------- | ---------------------------- | -------- | -------- |
| 1  | 02-08-2021 | Winners Open Cluj-Napoca | WTA 250   | 235 238 $ | Terre (ext.) | Natela Dzalamidze | Katarzyna Piter Mayar Sherif | 6-3, 6-4 | Parcours |

### Finale en double dames
Aucune

### Finale en simple en WTA 125
| No | Date       | Nom et lieu du tournoi            | Catégorie | Dotation  | Surface      | Vainqueure  | Score    |          |
| -- | ---------- | --------------------------------- | --------- | --------- | ------------ | ----------- | -------- | -------- |
| 1  | 28-04-2025 | Open 35 de Saint-Malo, Saint-Malo | WTA 125   | 115 000 $ | Terre (ext.) | Naomi Osaka | 6-1, 7-5 | Parcours |

## Parcours en Grand Chelem

### En simple dames
| Année | Open d'Australie | Open d'Australie    | Internationaux de France | Internationaux de France | Wimbledon       | Wimbledon          | US Open         | US Open          |
| ----- | ---------------- | ------------------- | ------------------------ | ------------------------ | --------------- | ------------------ | --------------- | ---------------- |
| 2019  | Q2               | Beatriz Haddad Maia | 1er tour (1/64)          | Sorana Cîrstea           | 2e tour (1/32)  | Serena Williams    | —               | —                |
| 2020  | 1er tour (1/64)  | Dayana Yastremska   | 2e tour (1/32)           | Clara Burel              | Annulé          | Annulé             | 2e tour (1/32)  | Anett Kontaveit  |
| 2021  | 3e tour (1/16)   | Jennifer Brady      | 1er tour (1/64)          | Iga Świątek              | 3e tour (1/16)  | Coco Gauff         | 2e tour (1/32)  | Danielle Collins |
| 2022  | 1er tour (1/64)  | Maryna Zanevska     | 2e tour (1/32)           | Paula Badosa             | 3e tour (1/16)  | Heather Watson     | 1er tour (1/64) | Cristina Bucșa   |
| 2023  | 2e tour (1/32)   | Elena Rybakina      | Q2                       | Taylor Townsend          | 2e tour (1/32)  | Anastasia Potapova | 3e tour (1/16)  | Iga Świątek      |
| 2024  | 2e tour (1/32)   | Anastasia Zakharova | —                        | —                        | —               | —                  | —               | —                |
| 2025  | —                | —                   | Q3                       | Victoria Mboko           | 1er tour (1/64) | Irina-Camelia Begu | Q1              | Kristina Dmitruk |

N.B. : à droite du résultat se trouve le nom de l'ultime adversaire.

### En double dames
| Année | Open d'Australie                                                                    | Open d'Australie                                                                 | Internationaux de France                                                               | Internationaux de France | Wimbledon                                                                     | Wimbledon | US Open | US Open |
| ----- | ----------------------------------------------------------------------------------- | -------------------------------------------------------------------------------- | -------------------------------------------------------------------------------------- | ------------------------ | ----------------------------------------------------------------------------- | --------- | ------- | ------- |
| 2021  | —                                                                                   | —                                                                                | —                                                                                      | —                        | 1er tour (1/32) A. Li \|\| style="text-align:left;" \| C. Dolehide S. Sanders | —         | —       |         |
| 2022  | 2e tour (1/16) T. Zidanšek \|\| style="text-align:left;" \| J. Cristian A. Petkovic | 2e tour (1/16) T. Zidanšek \|\| style="text-align:left;" \| L. Hradecká S. Mirza | 1er tour (1/32) T. Zidanšek \|\| style="text-align:left;" \| C. Harrison S. Santamaria | —                        | —                                                                             |           |         |         |

N.B. : le nom de la partenaire se trouve sous le résultat ; les noms des ultimes adversaires se trouvent à droite.

## Parcours en «Premier» et WTA 1000
Les tournois WTA « Premier Mandatory » et « Premier 5 » (entre 2009 et 2020) et WTA 1000 (à partir de 2021) constituent les catégories d'épreuves les plus prestigieuses, après les quatre levées du Grand Chelem.

### En simple dames
| Année |       |                          |         |                                  |        |        |                               |        |             |                 |  |        |
| Doha  | Dubaï | Indian Wells             | Miami   | Madrid                           | Rome   | Canada | Cincinnati                    | Pékin  |             | Wuhan           |  |        |
| Doha  | Dubaï | Indian Wells             | Miami   | Madrid                           | Rome   | Canada | Cincinnati                    | Pékin  | Guadalajara |                 |  |        |
| Doha  | Dubaï | Indian Wells             | Miami   | Madrid                           | Rome   | Canada | Cincinnati                    | Pékin  |             |                 |  |        |
| 2020  |       |                          | WTA 500 | Annulé                           | Annulé | Annulé | 1er tour (1/32) P. Hercog     | Annulé |             | Annulé          |  | Annulé |
|       |       | WTA 1000                 |         |                                  |        |        |                               |        |             |                 |  |        |
| 2022  |       | 2e tour (1/16) J. Pegula | WTA 500 | 2e tour (1/32) S. Sorribes tormo |        |        | 1er tour (1/32) Y. Putintseva |        |             | Hors calendrier |  |        |

Sous le résultat, l’ultime adversaire.
1. 1 2   Les tournois de Doha et Dubaï alternent le statut de tournoi WTA 1000 (ex Premier 5) entre 2009 et 2023 : les trois premières éditions ont lieu à Dubaï, les trois suivantes à Doha, puis Dubaï accueille le tournoi de cette catégorie les années impaires et Dubaï les années paires. De 2011 à 2023, la ville qui n’accueille pas de WTA 1000 organise à la place un tournoi WTA 500 (ex Premier).
2. 1 2 3 4 5 6 7   L’ordre de déroulement des tournois a évolué depuis 2009 : Rome se dispute avant Madrid et Cincinnati avant Montréal/Toronto jusqu’en 2010, tandis que Tokyo (2009-2013)-Wuhan (2014-2019, 2024-)-Guadalajara (2022-2023) ont lieu avant Pékin jusqu’en 2023.
3. 1 2 3 4 5 6  Du fait de la pandémie de Covid-19, les tournois d’Indian Wells, de Miami, de Madrid, du Canada, de Wuhan et de Pékin sont annulés en 2020. Ces deux derniers le sont également en 2021. Pour des raisons d’organisation, le tournoi de Cincinnati 2020 a exceptionnellement lieu à Flushing Meadows à New York.
4. ↑  Le 1er décembre 2021, le président de la WTA, Steve Simon, annonce que tous les tournois prévus en Chine et à Hong Kong sont suspendus à partir de 2022, en raison de préoccupations concernant la sécurité et le bien-être de la joueuse de tennis chinoise Peng Shuai après ses allégations de relations sexuelles non-consenties avec Zhang Gaoli, membre de haut rang du Parti communiste chinois. Le tournoi de Pékin revient en 2023. Le tournoi de Guadalajara remplace celui de Wuhan pendant deux ans, ce dernier réapparaissant en 2024.

## Classements WTA en fin de saison
| Année          | 2016 | 2017 | 2018 | 2019 | 2020 | 2021 | 2022 | 2023 | 2024 |
| Rang en simple | 718  | 555  | 174  | 129  | 104  | 98   | 88   | 104  | 599  |
| Rang en double | 1068 | –    | –    | –    | –    | 152  | 225  | –    | –    |

Source : (en) Classements de Kaja Juvan sur le site officiel de la Fédération internationale de tennis

## Records et statistiques

### Victoires sur le top 10
Toutes ses victoires sur des joueuses classées dans le top 10 de la WTA lors de la rencontre.
| Légende      |
| Grand Chelem |
| WTA 1000     |
| WTA 500      |
| WTA 250      |
| Fed Cup      |

| # | Rang   |  | Tournoi  | Année | Surface |  | Adversaire      | Rang | Tour | Score     | Tableau |
| - | ------ |  | -------- | ----- | ------- |  | --------------- | ---- | ---- | --------- | ------- |
| 1 | no 100 |  | Adélaïde | 2022  | Dur     |  | Aryna Sabalenka | no 2 | 1/8  | 7-66, 6-1 | Tableau |